# Allied General
Allied General  est un jeu vidéo de type wargame développé et publié par Strategic Simulations en 1995 sur PC puis en 1996 sur PlayStation. Le jeu se déroule pendant la Seconde Guerre mondiale et permet au joueur d’incarner un général Alliés au cours de quatre campagne contre les forces de l’Axe.

## Système de jeu
Allied General est un wargame qui s’appuie sur le moteur de jeu de Panzer General. Il propose 39 scénarios individuels ainsi qu’un mode campagne dans lequel le joueur peut choisir entre trois théâtres d’opération : l’Afrique du Nord, l’Europe de l’Ouest ou l’Europe de l’Est. Ces derniers varient en difficulté mais aussi dans les nations proposées. Ainsi, dans la campagne d’Afrique du Nord, le joueur incarne un général britannique et affronte l’offensive de l’Afrika Korps. Dans celle du front de l’Ouest, il peut commander les britanniques ou les américains. Suivant son choix, il débute la campagne sur la ligne Mareth ou au début de l’opération Torch. Enfin, dans la campagne du front de l’Est, il dirige l’Armée rouge à partir de la guerre d'Hiver. Lors des différentes missions des campagnes, le joueur doit atteindre certains objectifs dans un nombre limité de tours afin d’obtenir une victoire, qui peut être plus ou moins décisive. En fonction du résultat, il obtient un certain nombre de points de prestiges, qui lui permettre d’acquérir de nouvelles unités. Le résultat peut également influencer l’enchainement des scénarios. Ainsi, si le joueur remporte une victoire décisive dans le scénario d’El Agheila, il peut directement se lancer dans la contre-offensive de Mersa El Brega alors qu’il doit passer par l’opération Crusader dans le cas contraire. Comme dans Panzer General, le jeu inclut des unités spéciales qui suivent le joueurs tout au long des opérations.
Les mécanismes du jeu sont globalement identiques à ceux de Panzer General. Il se distingue néanmoins de son prédécesseur grâce à l’apparition de nouvelles unités, mais aussi par le basculement du camp Allemand à celui des Alliés. Le joueur fait ainsi face à des situations différentes qui le placent plus souvent en position défensive, voir en sous-effectif. La difficulté est également plus relevée que dans le jeu original qui fait qu’il s’adresse plutôt aux vétérans du genre. Enfin, de nouvelles options font leur apparition et l’apparence de l’interface graphique devient changeante en fonction du camp contrôlé par le joueur.

## Accueil
| Allied General        |      |       |
| Média                 | Pays | Notes |
| AllGame               | US   | 3/5   |
| Computer Gaming World | US   | 4/5   |
| Game Revolution       | US   | B+    |
| GameSpot              | US   | 71 %  |
| Gen4                  | FR   | 4/5   |
| Joypad                | FR   | 80 %  |
| Joystick              | FR   | 80 %  |
| PC Gamer UK           | GB   | 72 %  |
| PC Gamer US           | US   | 89 %  |

En septembre 1997, Allied General dépasse les 50 000 copies vendues.